# محمد الزنکوی
محمد الزنکوی (انگلیسی: Mohamed Al-Zinkawi؛ زادهٔ ۷ اکتبر ۱۹۵۳) پرتاب‌گر وزنه اهل کویت بود.